# 戴维·盖茨 (作家)
戴维·盖茨（David Gates，1947年1月8日—），美国记者、小说家。其作品曾入围美国国家书评人协会奖与普利策奖。

## 教育背景
盖茨于1972年获得康涅狄格大学文学学士学位。

## 文学创作
盖茨的首部小说《杰尼根》（1991年）讲述一个失败单亲家庭的故事，入围1992年普利策奖决选名单，并获美国国家书评人协会奖提名。随后出版第二部小说《普雷斯顿瀑布》（1998年），以及两部短篇小说集《隐形世界奇观》（1999年）与《他垂首为我指引方向》（2015年）。
盖茨的作品见于《纽约客》、《锡屋》、《新闻周刊》、《纽约时报书评》、《书坛》、《滚石》、《HOW》、《牛津美国人》、《乡村音乐杂志》、《君子》、《犁铧》、《GQ》、《大街》、《三季刊》、《巴黎评论》等刊物。 他还曾入选古根海姆奖赞助名单。

## 新闻事业
在2008年以前，盖茨长期担任《新闻周刊》艺术版高级撰稿人及编辑，专注于图书与音乐领域报道。

## 教学生涯
盖茨曾在蒙大拿大学与本宁顿文学研讨会教授创意写作。作为“狗屋乐队”的成员，他擅长吉他、踏板钢棒吉他演奏及声乐表演。